# اسپرس درختی سکه‌ای
اسپرس درختی سکه‌ای (نام علمی: Taverniera nummularia) نام یک گونه از سرده اسپرس درختی است.